# Maratesio

Mapa con algunas de las antiguas ciudades griegas en Jonia, donde se aprecia la ubicación de Maratesio, al sur de Pígela, frente a Samos.

Maratesio (griego antiguo, Μαραθήσιον) fue una antigua ciudad griega de Jonia. 
Plinio el Viejo ubica cerca de Panjonia las poblaciones de Pígela y Maratesio.
Estrabón dice que Maratesio pertenecía anteriormente a Samos pero en su época pertenecía a los efesios, que la habían cambiado a los samios por la ciudad de Anea. Se desconoce la fecha en que se produjo el intercambio.
Perteneció a la Liga de Delos puesto que aparece mencionada en registros de tributos a Atenas entre los años 443/2 y 415/4 a. C.